# Laboratori Nacional Lawrence de Berkeley
El Laboratori Nacional Lawrence de Berkeley, normalment anomenada Berkeley Lab, és un laboratori nacional dels EUA amb seu a Berkeley Hills a prop de Berkeley, Califòrnia que realitza recerca i desenvolupament en nom del departament d'energia dels EUA (DOE).

## Missions principals
Berkeley Lab opera en cinc majors instal·lacions per l'oficina de ciència del DOE :
1. ALS (Advanced Light Source) : experimentació amb diferents fonts de llum.
2. JGI (Joint Genome Institute) : recerca genòmica.
3. Investigació molecular : recerca nanomolecular.
4. NERSC (National Energy Research Scientific Computing Center) : recerca sobre ciències de la computació.
5. ESnet (Energy Sciences Network) : és una infraestructura de xarxes d'alta velocitat de dades.

## Fites aconseguides
- Premis Nobel (Ernest Lawrence, Glenn T. Seaborg, Edwin M. McMillan, Owen Chamberlain, Emilio G. Segrè, Donald A. Glaser, Melvin Calvin, Luis W. Alvarez, Yuan T. Lee, Steven Chu, George F. Smoot i Saul Perlmutter).
- Elements químics descoberts : àstat, neptuni, plutoni, curium, americi, berkeli, californi, einsteini, fermi, mendelevi, nobeli, lawrenci, dubni, i seaborgi.
- Descobertes : energia fosca, expansió accelerada de l'univers.